# Yves Le Coat de Saint-Haouen
Pour les articles homonymes, voir Le Coat de Saint-Haouen.
Yves-Marie Gabriel Pierre Le Coat, baron de Saint-Haouen,, né le samedi 2 octobre 1756 à Brest et mort à Calais le mardi 5 septembre 1826 à midi, est un contre-amiral français qui fut chef d'état-major des amiraux Latouche-Tréville et Bruix, ainsi que chef militaire du Camp de Boulogne. Il est principalement connu pour avoir mis au point un système de télégraphe terrestre et maritime, concurrent de celui de Chappe, qui a pour particularité d'être le premier utilisable de jour comme de nuit, le Télégraphe Saint-Haouen , ainsi que pour ses travaux précurseurs sur les phares et la signalisation maritime côtière. Il est décrit comme ayant un "caractère difficile et impérieux" et comme affectant "un air de prétention dans le service".

## Famille et origines
Les Le Coat sont originaires de la paroisse de Saint-Renan dans le bas-Léon. On y retrouve en 1500 un Jean Le Coat qui s'occupe du commerce des draps. Par la suite ses descendants sont avocats, et occupent la charge de notaire royal et de procureur du Roy.
Jean Le Coat, notaire royal en 1710, épouse Jeanne le Run de Saint-Haouen, issue des Le Run de Keruzas, dont le premier représentant, Bernard, fut anoblis le 21 novembre 1425 par Jean V de Bretagne, au cours d'une cérémonie célébrée par l'évêque de Léon Philippe de Coetquis.
Leur fils Yves, notaire et procureur à Brest en 1726, sera le premier à adjoindre à son nom celui de la terre noble située au nord de Plougonvelin dont il hérite de par sa mère. De son mariage avec Jeanne le Milbeo de Kerloguer, issue des Milbeo de Rubihan, des Bizien des Penarprat et des Bizien de Kervilly, est né Jacques-Yves Le Coat de Saint-Haouen, père de Yves Le Coat de Saint-Haouen. Denis Le Coat de Kervéguen, père de Gabriel Le Coat de Kerveguen descend de l'oncle de Jacques-Yves Le Coat de Saint-Haouen. Yves le coat de Saint-Haouen est le grand-père de Ferdinand Gautier.

Il épouse le 15 juillet 1807 Louise-Félicité Chaspoul (1781-1842) à Paris, dont il aura cinq enfants : Antoine (1802-1874), Jules (1805-1838), Aglaë (1807-1881), Euphrosine (1810-1880) et Laure (1812-1898). Seules les filles auront une descendance, le titre passant au frère cadet de Saint-Haouen à sa mort, Antoine.

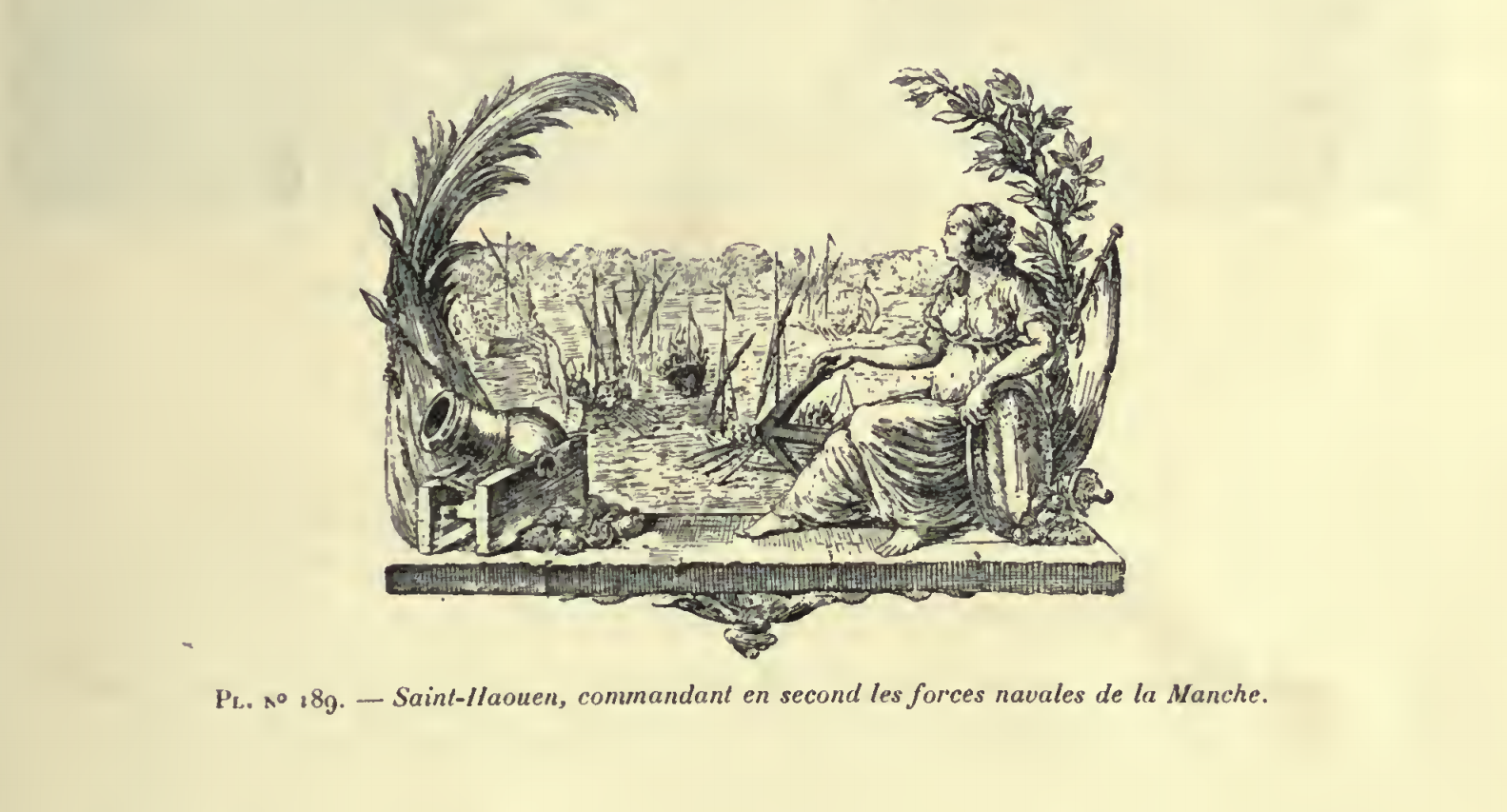
Vignette utilisée par Saint-Haouen dans ses lettres, inspirée de celle de l'ambassadeur de France à Trézibonne

## Officier dans la royale

### Service Sur la Belle Poule (1770-1779)

#### Premier voyage aux Antilles
Après des études au lycée de Quimper, il s'engage le 18 juin 1770 à l'âge de 14 ans, comme volontaire dans la marine Française. Il est affecté au navire la Belle Poule (1765), où il est élève officier avant de devenir Aspirant, puis Enseigne de vaisseau. La frégate, sous le commandement de Louis Guillouet d'Orvilliers, part de Brest en avril 1771, pour une mission de surveillance de la navigation dans les Antilles. La Pérouse, Enseigne de vaisseau depuis 1764, fait partie du voyage. Le navire longe les côtes de la Martinique, puis de la Guadeloupe, avant d’arriver à Cap-Français, au nord de Saint-Domingue. Une réception pour les officiers du vaisseau y fut organisée par les familles de colons établis dans la ville. La Belle Poule est de retour à Brest en octobre 1771. Elle y est doublée de cuivre au début de l’hiver 1771, et devient ainsi le premier navire français du genre.
Le 15 février 1772, la Belle Poule repart pour l’Île-de-France, où elle emmène Charles-Henri-Louis d'Arsac de Ternay, qui vient d’être nommé gouverneur des iles de France et Bourbon. La Pérouse fait à nouveau partie des officiers présents à bord, et le jeune Saint-Haouen subit en même temps que lui le rite subit par les marins qui franchissent l’équateur pour la première fois : ils se virent tous les deux précipités dans un grand baquet d’eau de mer, après qu’un marin grimé en Neptune ait posé les questions traditionnelles au commandant.
En juillet 1772, la frégate arrive au Cap où elle se ravitaille, avant de débarquer à Port-Louis, à l'Ile de France, le 22 aout. Ternay quitte alors le navire, et le commandement passe au chevalier Grenier.

#### La seconde expédition du Chevalier de Grenier
Grenier entame alors les trois voyages de sa seconde expédition dans l’océan Indien. En 1769 il avait découvert une nouvelle route vers Pondichéry, qui épargnait trois mois de navigation. Il avait également été le premier à cartographier les Seychelles. Il reprend donc en 1772 ses activités hydrographiques dans la région.
Il quitte Port Louis en octobre 1772 avec la belle poule et fait route vers le nord, passe par le deuxième banc de Nazareth, à l’ouest de l’île Gratia puis oblique vers les Seychelles ou elle arrive à Mahé. Elle se dirige ensuite vers Praslin, les sept frères, et atteint Pondichéri avant de revenir à Port-Louis.
En juillet 1773, Grenier repart, et passe cette fois à l’est du deuxième banc de Nazareth, à l’est de Gratia et de Praslin, avant d’atteindre Pondichéry puis Manille. Il est de retour le 15 avril 1774 à l'Ile de France.
En aout de la même année, il se rend à Madagascar chercher du ravitaillement obtenu par Benyowszky.
En février 1775, pour son troisième et dernier voyage, Grenier visite l'île de Corgados, passe au sud des quatrième et troisième bancs de Nazareth, au large du deuxième, accoste à l’île de Sable puis à Madagascar. Il remonte ensuite vers le nord, et arrive aux Îles Amirante par l’ouest, y mouille, avant de continuer vers Mahé, Praslin et Pondichéri.
Le 30 novembre 1776, Ternay, Grenier, Lapérouse et Saint-Haouen rentrent en France, d’abord à Lorient, d’où Ternay part pour Versailles, puis à Brest, Durant son séjour dans l'océan Indien, Saint-Haouen aura commandé successivement les gabares Victoire, Dauphin, et Boulonnaise.

#### Le combat de la belle Poule
Le vaisseau change une nouvelle fois de commandant, et c’est Charles de Bernard de Marigny qui en devient le capitaine. Il est chargé de reconduire secrètement aux États-Unis Silas Deane, ambassadeur secret des américains à Versailles, mais est pris en chasse par deux vaisseaux anglais, qui le canonnèrent et voulurent inspecter le navire. Ils durent cependant céder et laisser repartir la frégate sans la visiter devant l’inflexibilité de Marigny. Pendant les 30 jours qui suivirent, le vaisseau lutta contre des vents contraires, qui l’obligèrent finalement à regagner Brest, sans avoir atteint l’Amérique.
Marigny changeant de vaisseau pour accomplir sa mission, partant avec son équipage de matelots sur le Sensible, c’est Jean-Isaac Chadeau de la Clocheterie qui en prend le commandement. Le 15 juin 1778, la Belle Poule quitte Brest pour une mission de surveillance. Elle rencontre alors l’escadre de l'amiral Keppel, qui la canonne, et livre son fameux combat contre l’ HMS Arethusa, le mettant en fuite après une très violente confrontation qui dura quatre heures. C’est par ce combat naval remporté par la France que débutent les hostilités entre la France et l’Angleterre de la guerre d’indépendance américaine. La Clocheterrie, endommagé, se réfugiera dans les récifs pour échapper à l’escadre anglaise.
Rentrée au port pour y subir des réparations durant l’été 1778, La Belle Poule prend à nouveau la mer du 24 septembre au 25 novembre avec Le Vengeur, navire de 64 canons, et les deux vaisseaux capturent ensemble cinq navires anglais. Saint-Haouen, avant le départ, avait changé de bord, et était passé sur le Vengeur. Ce fut un changement opportun pour lui puisqu’en 1780, la Belle Poule fut capturée par les Anglais.

### La guerre aux Antilles (1778-1781)

#### Sous les ordres de La Motte Picquet
Le Vengeur fait partie des cinq vaisseaux de ligne envoyés avec Toussaint-Guillaume Picquet de La Motte rejoindre l’escadre de Charles Henri d'Estaing dans les Antilles. Parti de Brest le 25 novembre 1778, il arrive en avril 1779 à Fort Royal. Il participe le 6 juillet 1779 à la bataille de la Grenade, où d’Estaing bat l’amiral anglais Byron, le Vengeur se trouvant à l’arrière garde de la flotte. Il est ensuite envoyé aider les assiégeants de Savannah en aout. Après l’échec du siège, il revient à la Martinique, endommagé.
Le 18 décembre 1779, il prend part au combat de la Martinique (1779). La Motte Picquet voyant un convoi français en difficulté dans la baie de Fort Royal, part seul sur son vaisseau les affronter pendant deux heures, avant d’être rejoint par deux de ses navires, dont le Vengeur, qui ont pu pendant ce temps-là rassembler les équipages qui avaient quartier libre à terre. Le Vengeur bataille à l’avant-garde de l’escadre de Parker, aidé par les canons de la pointe des Nègres, et du fort Saint-Louis. Les habitants de Fort Royal se massèrent en foule sur le rivage pour observer l’évolution des combats. À 19h, le combat était terminé, et la moitié du convoi avait pu être sauvée.
Au mois de janvier 1780, le Vengeur croise dans les Antilles et fait des prises. En mars, il escorte un convoi de 80 navires marchands. Le 20 de ce mois, vers Cap Français il affronte avec trois autres navires trois navires anglais sous les ordres de Cornwallis.

#### Les trois combats de M. de Guichen
Rentré à Fort Royal, il passe sous les ordres de Luc Urbain du Bouëxic de Guichen. Le 17 avril, il est à la bataille de la Martinique, à l’avant-garde de la flotte. Durant les combats, il attaqua le Sandwich, navire de l’amiral anglais Rodney. Il est également présent à la canonnade du 15 mai suivant contre la flotte anglaise, ainsi qu’au combat du 20 mai, durant lequel meurt le fils de Guichen. Le vengeur part ensuite pour La Havane rejoindre une escadre espagnole, mais une épidémie se déclare dans la flotte, tuant le fils de Louis Guillouet d'Orvilliers. Le 3 janvier 1781, le Vengeur est de retour à Brest.

### Avec Suffren dans les mers de l’Inde. (1781-1784)
Saint-Haouen, enseigne de vaisseau, est affecté à la petite escadre de 5 navires dont le Bailli de Suffren prend le commandement. Le Vengeur est alors commandé par le capitaine de Forbin. Le 22 mars, il quitte Brest avec l’escadre du comte de Grasse, et s’en sépare le 29 pour faire route vers le sud. Le 16 avril, Suffren trouve une escadre anglaise au mouillage à Porto Praya, au Cap-Vert. Profitant de la surprise des Anglais, il attaqua seul, mollement soutenu par le reste de l’escadre. Le Vengeur, qui avait mis du temps à se décider à agir, traversa l’escadre anglaise, tirant de loin, et dériva ensuite loin de combats.
Le 20 juin, l’escadre arriva au Cap, ou elle put se ravitailler. Elle y arriva juste à temps pour protéger la ville d’une escadre britannique décidée à s’en emparer, mais qui voyant la flotte française, décida de passer au large. Fait élève ingénieur constructeur en 1780, Saint-Haouen y prend part aux réparations de L'Annibal, gravement endommagé.
Le 26 aout, l’escadre française repart, et arrive le 25 octobre à Port Louis. Ils en repartent le 7 décembre, se dirigeant vers Pondichéri, et passant par la route découverte en 1769 par le chevalier Grenier. À la Bataille de Sadras, le 17 février, Suffren cherche à envelopper l’arrière-garde anglaise. Mais Forbin, capitaine du Vengeur, refuse de le suivre, et laisse ainsi aux anglais la possibilité de s’échapper.
Arrivés à Pondichéri, puis à Porto Novo, l’escadre en repart le 24 mars 1782 pour aller attaquer Trinquemalay. Mais les Anglais réagissent, et les deux flottes s’affrontent à nouveau à Provédien. Le 30 avril, Suffren relâche à Batticaloa. Le 3 juin, le Vengeur part chercher des biscuits à Pondichéri. Le 6 juillet, le Vengeur et le reste de l’escadre combattent les Anglais à Négapatam, mais l’adversaire s’échappe encore. La flotte hiverne à Aceh, de novembre à décembre 1782.
Après la prise de la ville, la flotte anglaise se confronte à nouveau à l’escadre française, à Trinquemalay. C’est à cette période que Saint-Haouen quitte le Vengeur et s’embarque sur La Consolante. Ces deux vaisseaux sont employés durant la bataille à doubler l’arrière garde anglaise, mais la manœuvre échoue, et le vengeur perd son mat.
Le 20 juin 1783, la Consolante est à la Bataille de Gondelour, et le 29 juin, la paix est annoncée. Le 6 octobre Suffren appareille pour la France, emmenant l’équipage d’origine provençale avec lui à Toulon, et laissant les bretons, dont Saint-Haouen rentrer à Brest, ou il arrive en avril 1784,,.

### Séjour à paris et reconversion (1784-1790)
La paix revenue, Saint-Haouen, devenu élève ingénieur constructeur, passe deux ans au port de Brest, comme l’exige sa formation. Il est ensuite sélectionné parmi les autres élèves pour être formé à Paris. Il intègre donc en 1786 la Grande école de Construction de Paris. Il échoue cependant deux fois à son examen de sortie, et doit revenir à Brest en 1788, où il travaille à la capitainerie du port, et où son grade d’enseigne de vaisseau est converti en celui de sous-lieutenant de port.

## Les guerres de la Révolution et de l'Empire

### Guerre dans les Antilles
À bord de l'Éole, à la fin de 1790 il s'embarque pour la Martinique puis pour Saint-Domingue, ou, Lieutenant de vaisseau le 1er juillet 1792, il dirigeait le service des convois à bord de La Gracieuse, du 17 juillet à décembre. Il reçut trois blessures en repoussant une attaque des révoltés contre un camp qu'il avait établi. Malade, il fut rapatrié en France à bord du vaisseau marchand La Parfaite Régénération, le 30 janvier 1793 après avoir bu l'eau d'une rivière empoisonnée par les mutins.

### Emprisonnement
Il est brièvement emprisonné à la prison des Carmes vers frimaire 1793, puis à la prison de l'Abbaye comme Royaliste, à cause de ses liens avec les milieux monarchistes, dont Villaret de Joyeuse, et à cause de son patronyme peu républicain, à partir du 22 juillet 1794, et jusqu'à la chute de Robespierre, le 9 Thermidor. Étant mis au courant du coup de main contre le Comte d'Artois sur l'île d'Yeu avant sa réalisation, il parut suspect après son échec. Le 3 mars 1795 cependant, grâce à l'intervention des députés du Finistère à la convention, il est rétabli dans ses fonctions d'officier de Marine, et est promu Capitaine de vaisseau le 11. Il est ensuite chef militaire de Nantes et de Paimboeuf ou en avril 1795, il s'occupe notamment de la surveillance et de la défense de la Loire en pleine guerre de Vendée. Il obtiendra même le versement de sa solde pour la durée de son exclusion de la marine.

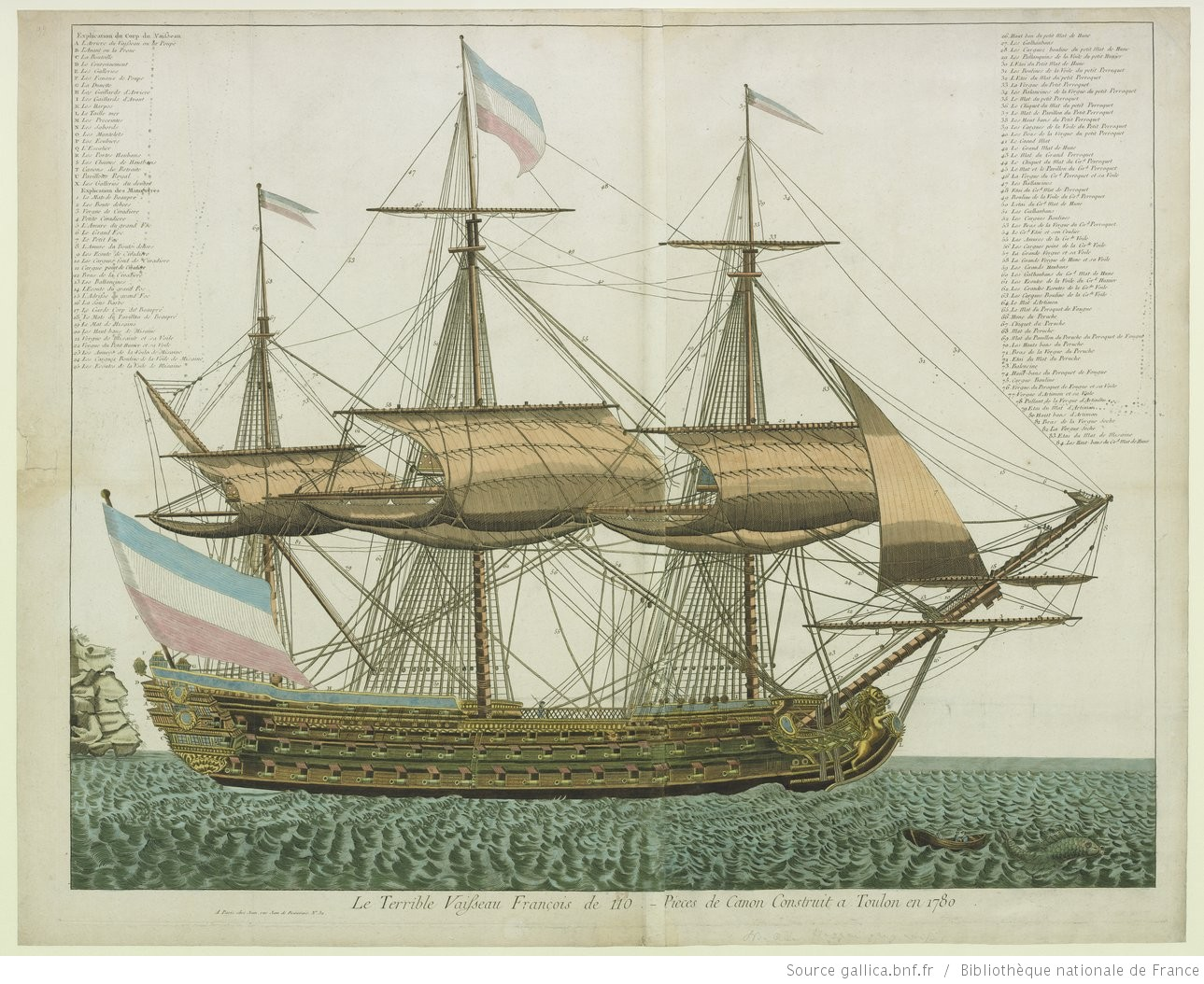
Le Terrible, vaisseau commandé par Saint-Haouen pendant la croisière de Bruix

### Chef d'état-major de Latouche-Tréville et de Bruix
La même année il secours Belle-Île-en-Mer pendant l'été en la ravitaillant, alors que celle-ci s'apprêtait à tomber aux mains de l'Amiral Ellisson qui la bloquait, puis est fait Chef d'escadre le 22 septembre 1796, et deviendra après la suppression générale de ce grade capitaine de vaisseau de première classe, l'équivalent du grade Anglais de Commodore. Il est chef militaire à Ancône en 1799, commandant sur la Guerriere et chef d'état-major de l'Amiral Latouche-Tréville vers 1800, d'abord à Toulon, puis à Boulogne. Il participe à la Croisière de Bruix, qui tente du 25 avril au 13 août 1799 de restaurer la puissance Française en Méditerranée, en commandant Le Terrible (1779), vaisseau de 1er rang. À cette occasion, il est chargé d'aller secourir Corfou assiégé par les Anglais, et il fait le serment de « risquer sa vie pour aller incendier la flotte assiégeante », mais la nouvelle de la capitulation de l'île lui parvenant, il n'alla pas plus loin que Gênes.
Il rend en cette période plusieurs mémoires pour établir les points de la côte Atlantique au sud de Brest ou il est nécessaire d'établir des postes de frégate canonnière.
C'est vraisemblablement durant cette période passée en Méditerranée qu'il fait la rencontre du corsaire Giuseppe Bavastro qui lui dicte ses mémoires, mémoires. Elles seront reprises par Henri Lauvergne dans sa biographie de 1853 "Bavastro, ou un corsaire sous l'Empire".
Après s'être fait remarquer par ses premiers travaux télégraphiques, il est nommé en 1801 chef d'état major de Bruix qui commande la première flottille de la Manche, qu'il protège à plusieurs reprises de l'Amiral Nelson, notamment durant son Attaque du 14, 15 et 16 août 1801. À cette occasion, avec son supérieur l'amiral Latouche-Tréville, il s'occupe de protéger la flottille française de tout effet de surprise en alignant des petits vaisseaux jusqu'aux lignes Anglaises afin d'être alerté par des signaux lumineux en cas d'attaque. Plus tard, il protègera la flottille face à l'amiral Jackson[Lequel ?] : c'est lui qui exécute la périlleuse manœuvre de rassemblement des flottilles de Dunkerque et Calais jusqu'au port de Boulogne, forçant les Anglais à la retraite malgré leurs forces supérieures lors de l'affrontement du 27 au 29 septembre 1803, ce qui lui vaut cette lettre de Denis Decrès, en date du 6 octobre 1803 :

« Vous avez rendu un service important en introduisant à Boulogne la flottille dont vous avez pris le commandement. La présence d'un ennemi supérieur en forces vous a fourni l'occasion de donner des preuves de talent et de courage. Le premier consul a été content de votre conduite, et il me charge de vous en témoigner sa satisfaction. »

Il avait accompagné le premier consul lors de sa visite du 1er juillet 1803 à Calais. En août de l'année suivante, il est nommé commandant de la rade et du port de Calais pour répondre aux attaques anglaises, qui bombardaient le littoral et débarquaient des espions.

### Combat du 27 au 29 septembre 1803 autour du cap Gris-Nez
Le combat du 27 au 29 septembre 1803 est une bataille navale qui s'est déroulée autour du cap Gris-Nez entre Boulogne et Calais, opposant la croisière anglaise de la Manche de l'amiral Jackson,, à la flotte française de Yves Le Coat de Saint-Haouen alors que ce dernier tentait de rassembler à Boulogne les flottilles constituées dans les ports de Calais et de Dunkerque. L'affrontement se solda par une victoire française.
Le 27, dans les derniers jours de septembre 1803,,, une partie de l'escadre de Dunkerque partit pour gagner Boulogne sous le commandement de Le Coat de Saint-Haouen , alors chef d'escadre et chef d'état major du Camp de Boulogne. Arrivé au point de Calais, voyant l'escadre anglaise se dérober après avoir échangé à bord de son vaisseau, la prame Ville de Lille, quelques coups de canon avec une corvette anglaise, Léda, il craignit qu'elle ne revint supérieure en nombre et, le vent étant de plus tombé, l'empêchant de doubler Gris-Nez, il relâcha dans le port de Calais sans doubler le cap. L'amiral Bruix, apprenant la nouvelle, fit dépêcher de Dunkerque une division pour secourir celle du port de Calais, que les Anglais étaient revenus bombarder avec 20 bâtiments dont 4 bombardes-canonnières le 27 septembre pendant 4 heures. N'ayant causé que peu de dégâts et qu'une seule victime, un citoyen britannique emprisonné dans la ville, et essuyant le feu des batteries terrestres françaises, les batteries des dunes, celles du fort Rouge et du fort Risbanc, qui forçaient certains navires à quitter la ligne, la croisière anglaise se retira.
Le lendemain au matin à 9 heures, le 28 septembre, l'escadre de Saint-Haouen, composée de 28 bateaux-canonniers, appuyée par celle de Dunkerque et celle de Boulogne, dépêchées en renfort, et par les batteries françaises sur les plages, fonça vers le cap Gris-Nez, avant d'être rattrapée par les Anglais en face de Sangatte, qui ouvrirent un feu nourri sur les navires français. Saint-Haouen, faisant notamment usage de la rame, réussit néanmoins à passer et mouilla dans le port de Boulogne l'après-midi même à 15 heures 15.
Cependant, la division venue de Dunkerque, commandée par le capitaine Pevrieux, était en difficulté, n'ayant pas réussi à doubler le cap Gris-Nez. Saint-Haouen et le contre-amiral Magon de Médine sortirent le 29 septembre pour lui venir en aide, la rejoignirent devant Wimereux, à l'endroit du fort de Croy, puis se dirigèrent vers l'escadre anglaise composée de 20 vaisseaux de trois-mâts, pour l'affronter durant deux heures, la forçant ainsi à se retirer.
Cette victoire navale française permit d'achever le rassemblement des flottilles vers celle de Boulogne de septembre à décembre, dans l'optique d'un débarquement en Angleterre, regroupant ainsi plus de mille bâtiments.

### Chef militaire du camp de Boulogne
Le 8 juillet 1803, il est fait chef militaire du camp de Boulogne. Dans la nuit du premier octobre 1804, lorsque les Anglais tentent d'incendier la flottille de Boulogne, il forme sous le feu ennemi une estacade qui arrête les brûlots et fut blessé à cette occasion. Après cette attaque, il est chargé d'établir une chaine de barrage au-delà de la ligne d'embossage. La même année, il protégea à nouveau la flottille, d'abord à Calais puis à Boulogne contre les tentatives Anglaises.
À Boulogne, il est alors chargé de la partie maritime du débarquement en Angleterre et il est l'auteur du plan visant à faire passer la Manche à la flottille de Boulogne jusqu'en Angleterre. Il choisit pour traverser la manche de reprendre la méthode basée sur la ligne d'embossage, formant une première ligne protégeant le reste de la flottille. Il juge alors possible d'embarquer et sortir du port en deux marées seulement.
Il est l'auteur en 1806 des Détails du Projet de construction d'un port militaire, d'un port de commerce et d'une rade, entre Calais et Sangatte.
Le 20 septembre 1811, il conduit le canot dans lequel Napoléon visitait la flottille et les ports de Wimereux et d'Ambleteuse, accompagné de Louis-Alexandre Berthier et du ministre de la Marine Denis Decrès, tandis que la flotte maintenait à distance par une canonnade l'escadre Anglaise. Il confia ensuite à Caulaincourt avoir été assez inquiet lors de cette sortie en mer, tandis que Napoléon lui, avait l'air diverti par le coups de canons échangés.

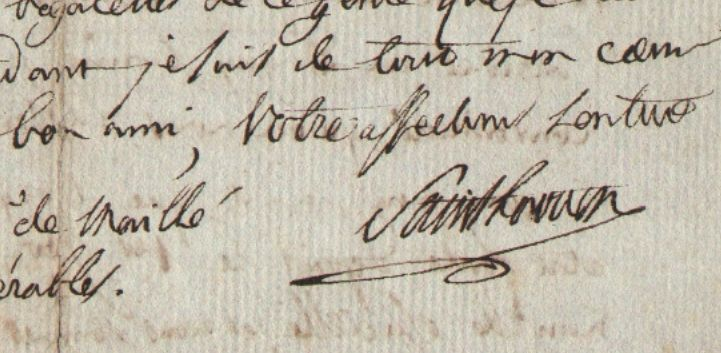
Signature d'Yves le coat de Saint-Haouen en 1792.

Plusieurs fois blessé, il est fait chevalier puis Officier de la Légion d'Honneur les 5 février et 14 juin 1804, Préfet maritime du premier arrondissement à Boulogne le 11 avril 1811 jusqu'au 12 juin 1814, puis de Dunkerque.

## Sous la Restauration

### Rencontre avec Louis XVIII
Il obtient la même année du Ministre de la marine du gouvernement provisoire Pierre-Victor Malouet, d'aller rendre les hommages de la marine française à Louis XVIII à Hartwell, qui le fera Baron le 18 mai 1814, chevalier de Saint-Louis et contre-amiral le 8 juillet 1816. Le souverain s'entretint notamment avec lui de l'état du port de Brest. Il recevra le Roi, accompagné de Marie-Thérèse de France, et du Prince de Condé chez lui la même année lors de son séjours à Boulogne du 24 au 26 avril dans son hôtel de la préfecture maritime. Le roi lui dira en quittant sa maison : 

« Monsieur de Saint-Haouen je suis on ne peut plus satisfait de l'accueil que j'ai reçu chez vous; je vous en remercie, et je ne l'oublierai jamais. »

Il accompagnera le roi jusqu'à Paris. Sa rencontre avec le roi lui servira plus tard pour faire approuver le télégraphe de son invention par l'état, en sollicitant le souverain lui-même. Elle lui permettra également de faire rentrer son fils aîné, Antoine, dans la garde royale en tant qu'officier.
Revenu à Boulogne, il vend les débris de la flottille et consacre le produit de la vente à la construction d'une plateforme en haut de l'ex-colonne de la Grande Armée, qui deviendra par la suite colonne Bourbon, afin d'en faire un phare. Il s'appliquera par la suite à achever la colonne, veillant par exemple à la pouvoir d'un escalier.
Durant les Cent-Jours, il est révoqué de ses fonctions et il se retire dans la campagne normande.

### Major-Général de la Marine
Major général de la Marine du port de Brest à la seconde restauration le 21 juin 1815, il préside la première commission d'enquête au sujet du naufrage de la Méduse en recueillant le témoignage des marins survivants. Professant en public ses opinions royalistes, il fait donner une fête particulière le 26 avril 1816 dans ses quartiers du pavillon sud du fort de Brest, afin de célébrer le second anniversaire de la venue du roi chez lui. À cette occasion, il recevra les plus hautes personnalités de la ville et de la flotte de Brest dont Charles de Bernard de Marigny, François Nivard Charles Joseph d'Hénin, Gabriel Mathieu Simond de Moydier, le maire de la ville Le Gros, François Joseph Bouvet, ou encore Pierre Devaux. Il fit don ce jour-là d'un buste de Louis-XVIII à la ville de Brest, s'engagea à offrir chaque année à la même date un vêtement complet à la famille de marin la plus nécessiteuse de Brest, et 21 coups de canons furent tirés à la fin du banquet, durant lequel on porta à plusieurs reprises la santé du roi et de la famille royale.
Cet épisode lui valut les foudres d'Alphonse Aulard, l'historien de la révolution, qui y vit la manifestation de la plus grande ingratitude envers la révolution, dans le chapitre Un épisode de la restauration à Brest tiré de l'ouvrage La Révolution Française, paru en 1902.
Il est mis à la retraite le 1er novembre 1817 lors de la réduction générale des cadres de la marine, il meurt en poursuivant ses travaux télégraphiques en 1826 à Calais.

## Travaux sur le télégraphe et sur les phares

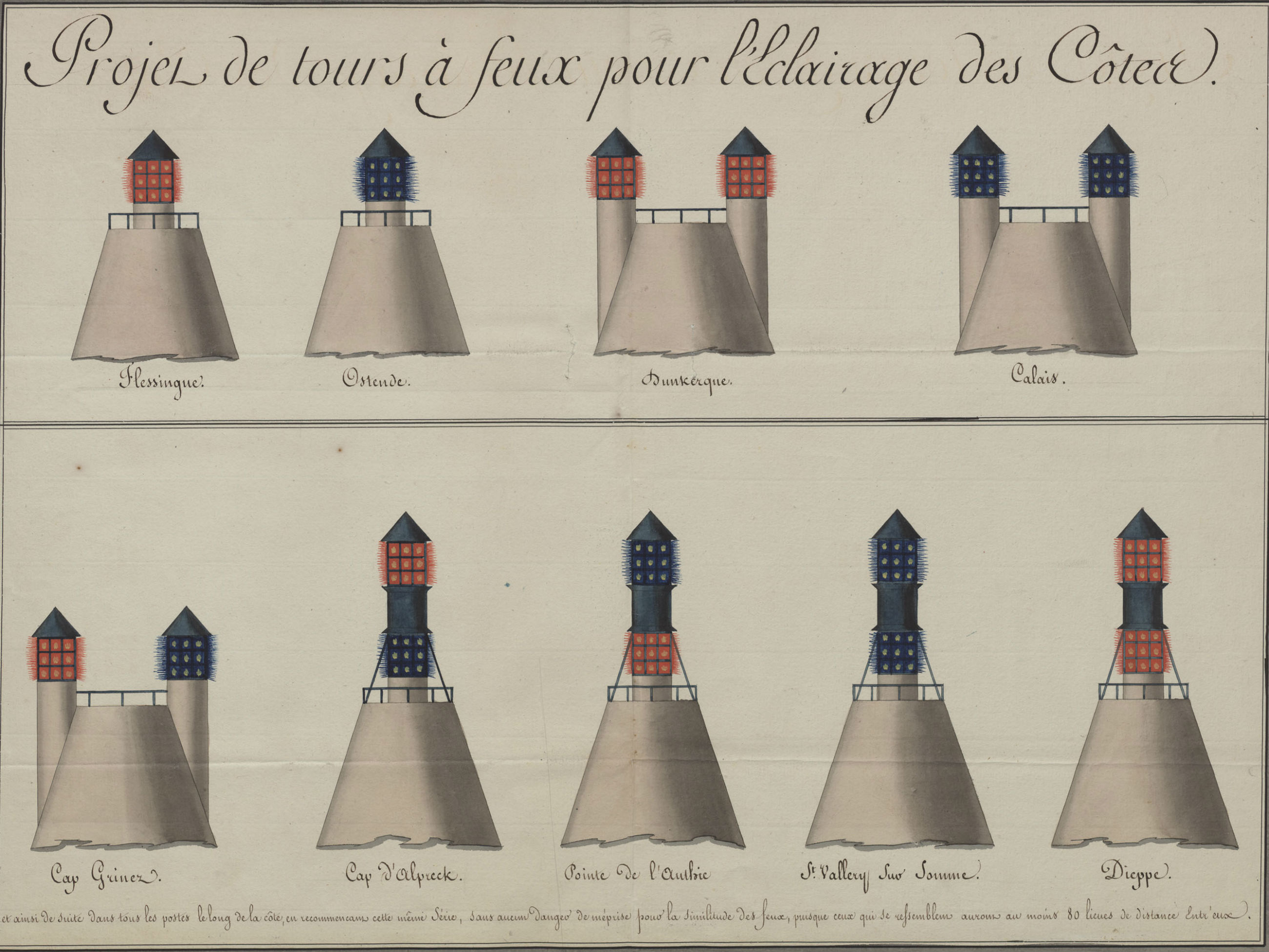
Planche décrivant le système de phares de couleur imaginé en 1811 pour éclairer les côtes.

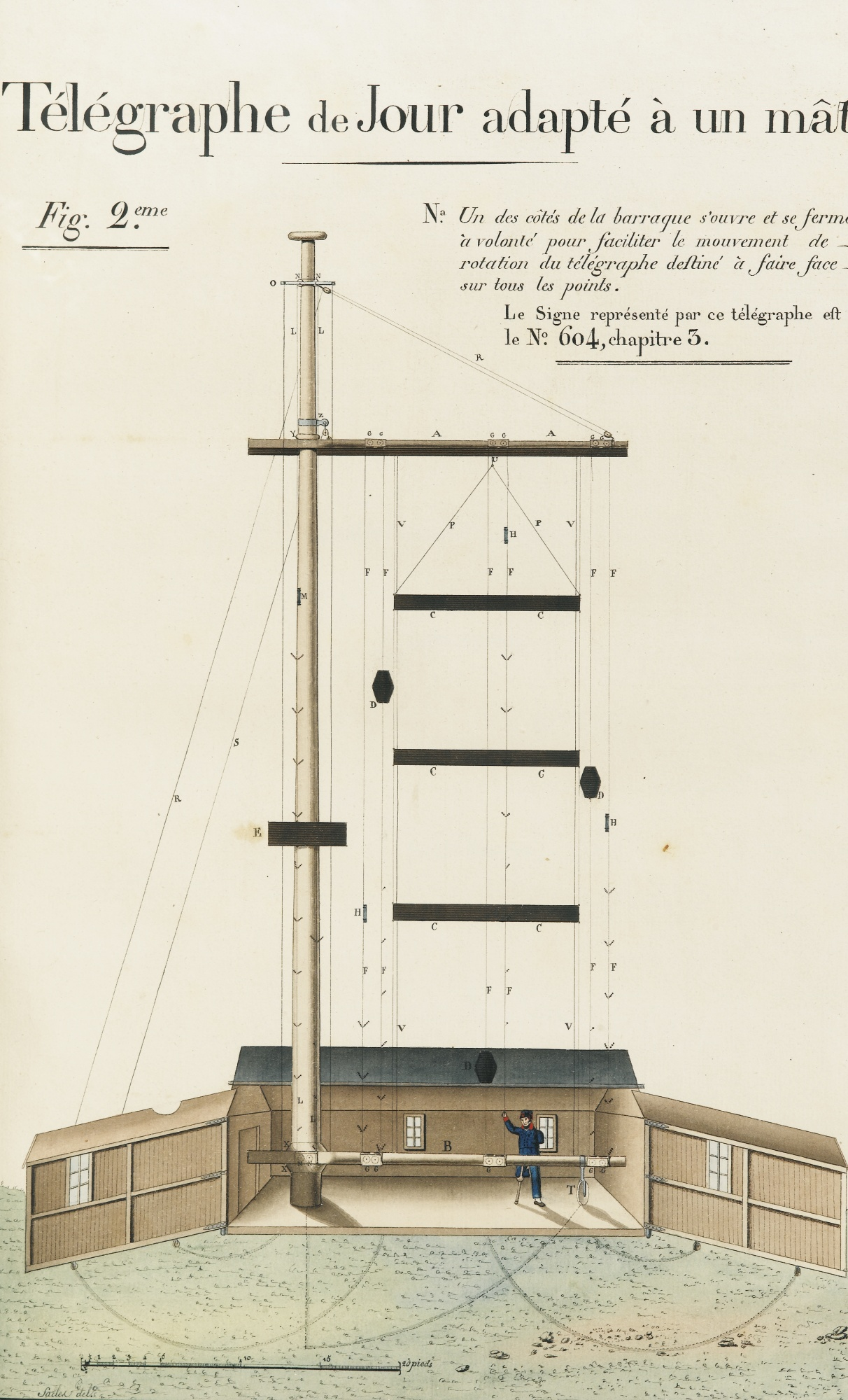
Planche descriptive du Télégraphe Saint-Haouen.

Son système télégraphique, le Télégraphe Saint-Haouen fut expérimenté sur ordre du ministre de la marine de mai à juin 1820. Par un décret en conseil des ministres il fut décidé la construction d'une ligne entre Paris et Bordeaux et les premiers travaux avaient commencés lorsque le projet fut interrompu par une campagne de Calomnie initiée par Chappe. Il fut utilisé par Louis de France (1775-1844), duc d'Angoulême durant sa campagne d'Espagne en 1823 ainsi que par l'amiral Duperré pendant l'invasion de l'Algérie en 1830. Face à son échec en France, Saint-Haouen décida de livrer son invention au commerce, mais tomba rapidement à court d'argent en montant une société, et fut privé de liberté momentanément à cause de cela; Appelé en Angleterre par Huskisson qui voulait porter à la connaissance de l'amirauté britannique son télégraphe, il s'apprêtait également à présenter son système en à une société capitaliste en Grande-Bretagne, lorsqu'il mourut en 1826. Ironie de l'histoire, le télégraphe de son concurrent sera installé sur le toit de sa propre résidence à Brest, l'hôtel Halligon, au 1 place des Portes, après une bataille judiciaire acharnée.
Il imagine en 1811 d'unifier le système de signalisation des phares côtiers en utilisant des verres de couleur afin de rendre toute la côte Française lisible par les marins. Avançant pour motif le nombre élevé de naufrages et de vies humaines perdues, il propose d'éclairer les côtes avec des « tours à feux » aux lumières bleues et rouges. Chaque tour faisant une composition unique des deux lumières, rouge à gauche et bleu à droite au Cap Gris-Nez par exemple, aiderait à la signalisation d'un point précis du littoral par les navires. De ses travaux naît directement la Commission des phares, chargée d'examiner son projet.

## Apparition littéraire
Saint-Haouen apparaît dans Captain Justice d'Anthony Forrest, ou, chef du port de Boulogne, il interroge le héros après son arrivée en France.
Il intervient aussi dans la nouvelle de 1871 A Sea Story du Lieutenant C. R. Low, dans laquelle il incarne le capitaine du vaisseau qui transporte le général Moreau vers l’Angleterre.

## Ouvrages
- 1800 : Traité des Signaux
- 1806 : Détails du Projet de construction d'un port militaire, d'un port de commerce et d'une rade, entre Calais et Sangatte
- 1820 : Sur la télégraphie universelle de jour et de nuit, sur terre et sur mer